# Скляр Ганна Олексіївна
Ганна Олексіївна Скляр (нар. 1956, село Підлипне, Конотопської міської ради Сумської області) — українська радянська діячка, швачка-мотористка Конотопської швейної фабрики Сумської області. Депутат Верховної Ради СРСР 11-го скликання.

## Біографія
Народилася в робітничій родині. Освіта середня, у 1973 році закінчила середню школу. Член ВЛКСМ.
З 1973 року — учениця швачки, з 1974 року — швачка-мотористка Конотопської швейної фабрики Сумської області. Була секретарем цехової комсомольської організації фабрики.
Обиралася депутатом Сумської обласної ради народних депутатів.

## Нагороди та звання
- медаль «За трудову відзнаку»
- медалі